# Abarta
Abarta či Ábartach je v irské mytologii jeden z Tuatha Dé Danann a je spojen s Fionn mac Cumhaill.
Přál si být hlavním bojovníkem a sluhou boha Fionna Mac Cumhailla. Jeho myšlení a povaha mu zapříčinila to že se nedostal do váženého postavení mezi bojovníky Fianny. Z důvodu nedosažení do vytouženého postavení zajal několik spolubojovníků z Fianny a odnesl je do Jiného světa. Bůh Fionn ho sledoval a všechny zachránil a Abarta tam zůstal navždy.